# Auguste Alexandre Hirsch
Pour les articles homonymes, voir Hirsch.
Auguste Alexandre Hirsch est un peintre et lithographe français né à Lyon le 8 juillet 1833 et mort à Paris le 24 décembre 1912.

## Biographie
Auguste Alexandre Hirsch est le fils d'Alexandre Hirsch (1801-1890), marchand brodeur, et de Rosalie Mayer (1801-1885). Il est le frère de Malvina Hirsch (1826-1917), d'Abraham Hirsch (1828-1913), architecte en chef de la Ville de Lyon, de Julie Hirsch (née en 1831) et de Joseph Hirsch (1836-1901), ingénieur en chef, ingénieur civil, professeur de Machines à l'École des ponts et chaussées, de mécanique appliquée au Conservatoire national des arts et métiers, expérimentateur et expert en machines thermiques puis inspecteur général honoraire des ponts et chaussées.
Auguste Alexandre Hirsch a été l'élève de Victor Vibert à Lyon entre 1851 et 1854, puis celui d'Hippolyte Flandrin et de Charles Gleyre à l'École des beaux-arts de Paris. Il a fait un voyage au Maroc en 1870 qui lui ont inspiré des tableaux sur la communauté de Tétouan.
Il a débuté au Salon de 1857 avec un dessin représentant Moïse. Il a exposé à Paris et à Lyon de 1857 à 1909. Il a été médaillé au Salon (mention honorable et médaille de bronze) en 1889, à l'Exposition universelle de 1889 et de 1900. Ses origines israélites l'ont amené à choisir un engagement identitaire discret en introduisant des notes juives[C'est-à-dire ?] dans une iconographie plutôt classique. Peintre académique, il a peint des portraits, des scènes de genre et des sujets inspirés par la mythologie classique.
Il a peint en 1877 le plafond du théâtre des Célestins de Lyon.
Il a été inspecteur de l'enseignement du dessin à l'administration des Beaux-Arts en 1879 et inspecteur des musées départementaux en 1887. Il rédige l'article « Perspective pratique » pour le Dictionnaire de pédagogie et d'instruction primaire.

Œuvres d'Auguste Alexandre Hirsch
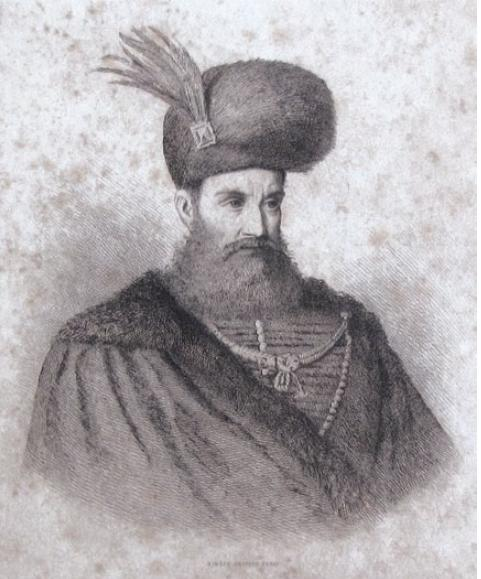
Michel Ier le Brave (1860), lithographie.
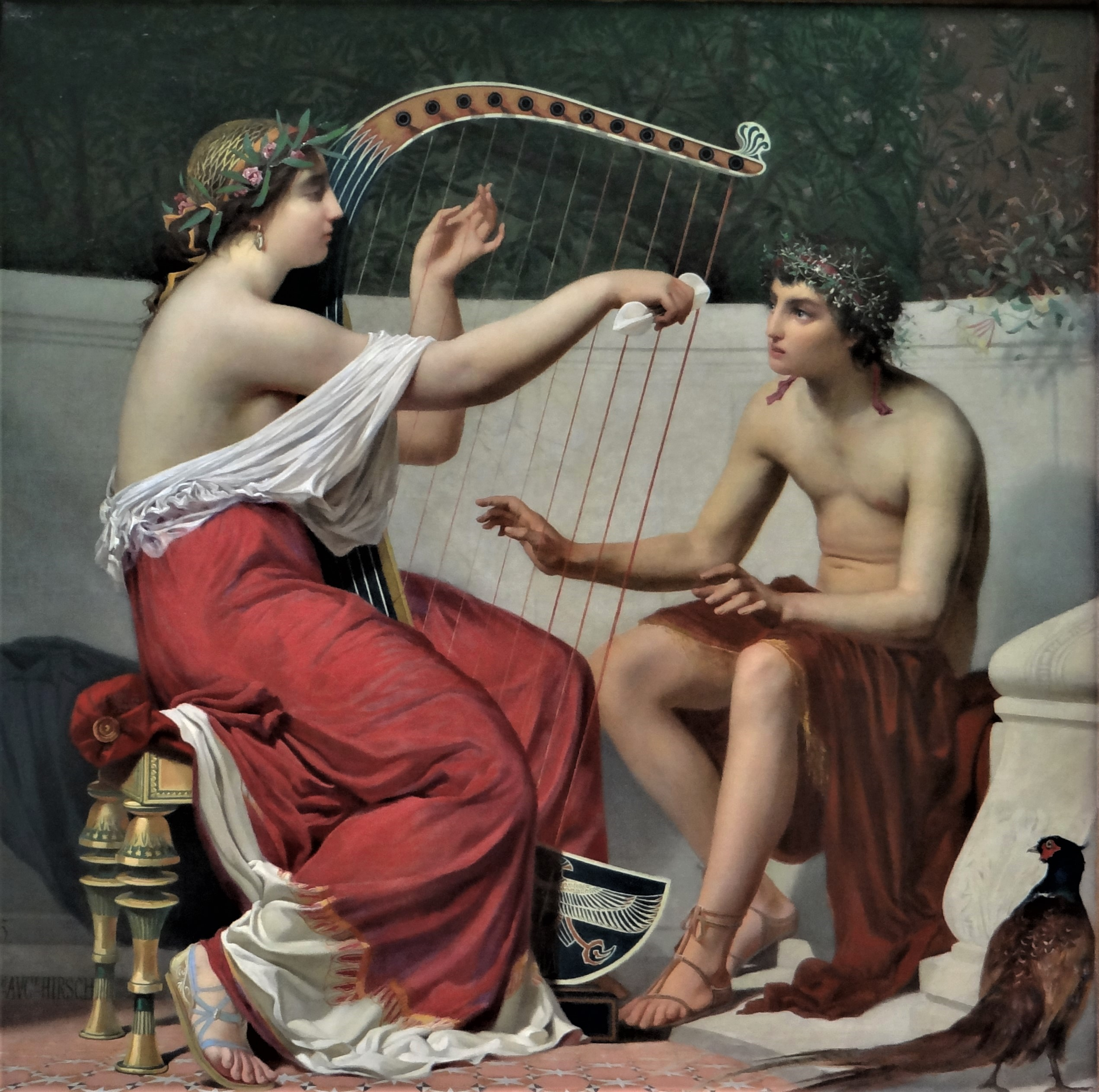
Calliope enseignant la musique à Orphée (1865), Périgueux, musée d'Art et d'Archéologie du Périgord.
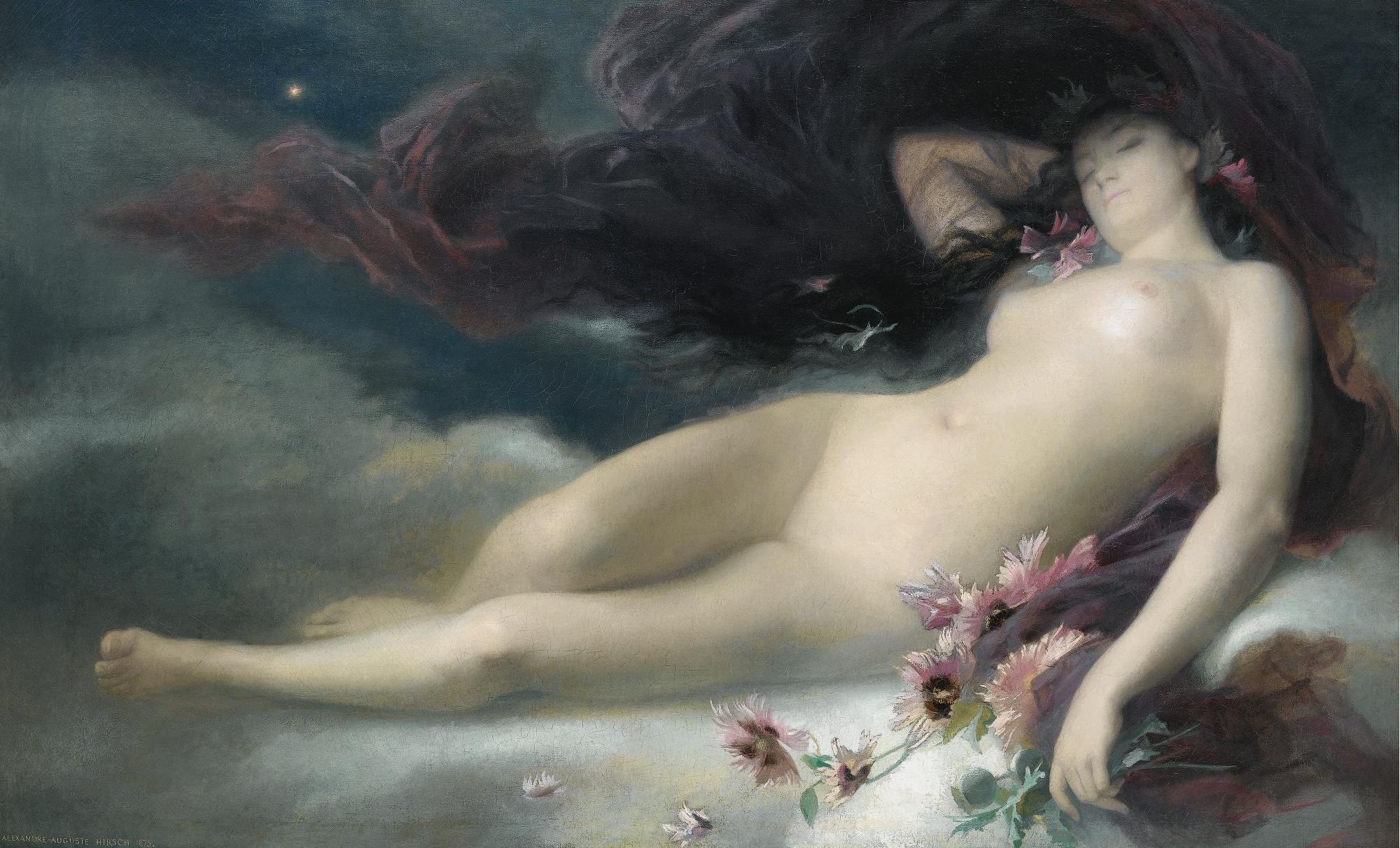
La Nuit (Salon de 1875), localisation inconnue.

## Distinctions
- Chevalier de la Légion d'honneur en 1889[5].
- Officier de l'Instruction publique.